# 1. SC Vítkovice
1. SC Vítkovice (také 1. SC Tempish Vítkovice Natios podle sponzora, dříve 1. SC Vítkovice Oxdog, 1. SC WOOW Vítkovice, 1. SC SSK Vítkovice a 1. SC Ostrava), je ostravský florbalový klub založený v roce 1992. Je tak jedním z nejstarších florbalových klubů v Česku.

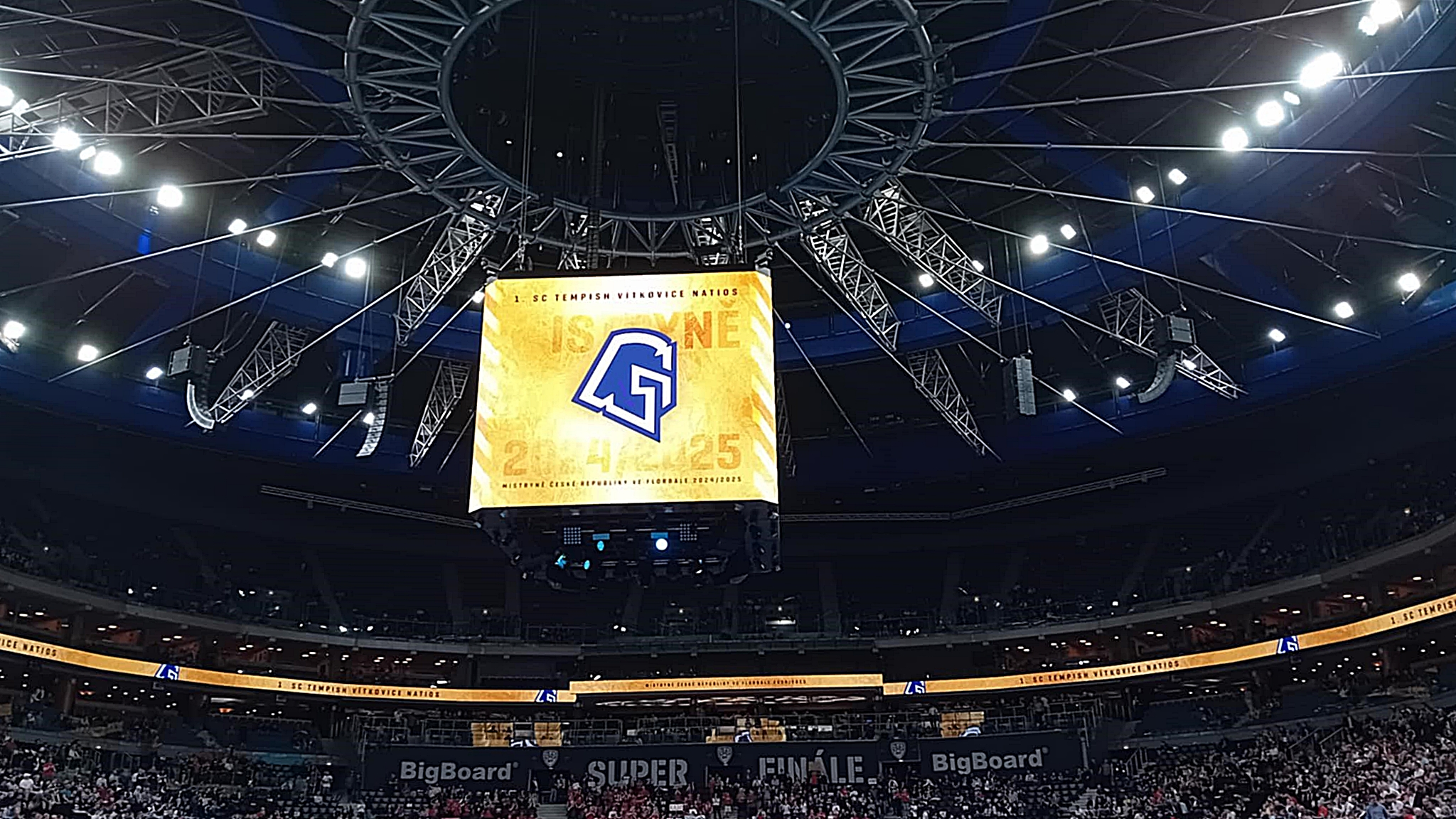
Kostka nad hřištěm oznamující Vítkovice jako mistra Extraligy žen 2024/2025

Mužský tým je jedním ze čtyř týmů, které hrají nejvyšší soutěž, Superligu florbalu, nepřetržitě od jejího založení v roce 1993. Až do sezóny 2015/2016 byl jediným týmem, který dokázal přerušit dominanci do té doby suverénního pražského klubu Tatran Střešovice (v sezónách 1995/1996, 1996/1997, 1999/2000, 2008/2009, 2012/2013 a 2013/2014). Dále zvítězil i v sezóně 2018/2019. V ročnících 2011/2012, 2015/2016, 2017/2018 a 2021/2022 se mužský tým stal vítězem Poháru Českého florbalu. V roce 2010 získal jako první český tým druhé místo v Poháru mistrů a v roce 2020 jako třetí český mužský tým vyhrál Czech Open.

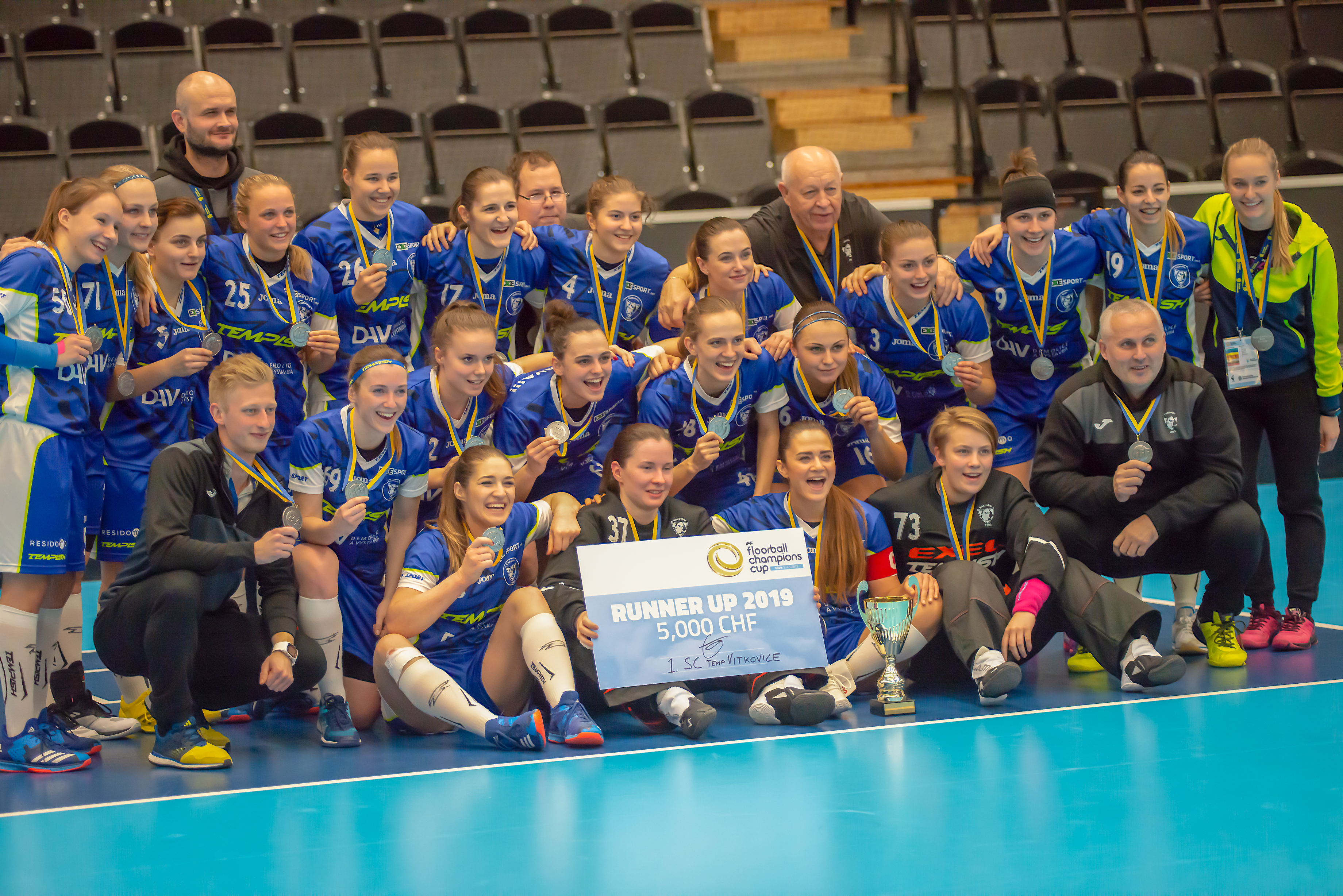
Ženský tým oslavující stříbro na Poháru mistrů 2019

Ženský tým hraje Extraligu žen, jako jediný již od jejího založení v roce 1994. V soutěži zvítězil v sezónách 1999/2000, 2013/2014, 2015/2016, 2017/2018, 2018/2019, 2020/2021, 2022/2023, 2023/2024 a 2024/2025. Devátým titulem Vítkovice překonaly Tigers Jižní Město a staly se nejúspěšnějším týmem ligy. V ročnících 2014/2015, 2016/2017, 2017/2018, 2021/2022 a 2022/2023 se ženský tým stal vítězem Poháru Českého florbalu. V letech 2014 a 2019 získal druhé místo v Poháru mistrů, nejlepší dosavadní umístění českého ženského týmu. V letech 2020 a 2021 jako třetí český ženský tým vyhrál Czech Open.
Oddíl je společně s Florbal Chodov a Tatran Střešovice jedním ze tří, které získaly mistrovský titul v mužské i ženské nejvyšší soutěži, a jediným oddílem, který je získal ve stejné sezóně v play-off a to dokonce třikrát (1999/2000, 2013/2014 a 2018/2019).
Mužský B tým se v minulosti oddělil do samostatného klubu pod původním názvem Vítkovic, 1. SC Ostrava. Tým získal oddělením možnost postoupit do nejvyšší soutěže, kde také v sezónách 1999/2000 až 2003/2004 působil. Oddíl se později sloučil s SK FBC Třinec.
Juniorský tým získal v sezónách 2003/2004, 2005/2006, 2010/2011 a 2011/2012 mistrovský titul.

## Úspěchy
Muži
- 7× Mistr ČR v letech: 1996, 1997, 2000, 2009, 2013, 2014, 2019
- 7× vicemistr ČR v letech: 1998, 2008, 2010, 2012, 2018, 2021, 2023
- 9× 3. místo v letech: 1994, 1995, 1999, 2001, 2003, 2005, 2011, 2015, 2024
- finalista Poháru mistrů 2010
- vítěz Poháru Českého florbalu v ročnících: 2011, 2015, 2017, 2021
- vítěz Czech Open 2020

Ženy
- 9× Mistr ČR v letech: 2000, 2014, 2016, 2018, 2019, 2021, 2023, 2024, 2025
- 5× vicemistr ČR v letech: 1995, 1997, 1999, 2013, 2017
- 7× 3. místo v letech: 1996, 2001, 2004, 2010, 2011, 2012, 2015
- finalista Poháru mistrů v letech: 2014 a 2019
- vítěz Poháru Českého florbalu v ročnících: 2014, 2016, 2017, 2021, 2022
- vítěz Czech Open v letech: 2020 a 2021
- rekord 66 bodů v základní části sezóny: 2020/2021, 2022/2023[22]

## Mužský tým

### Sezóny

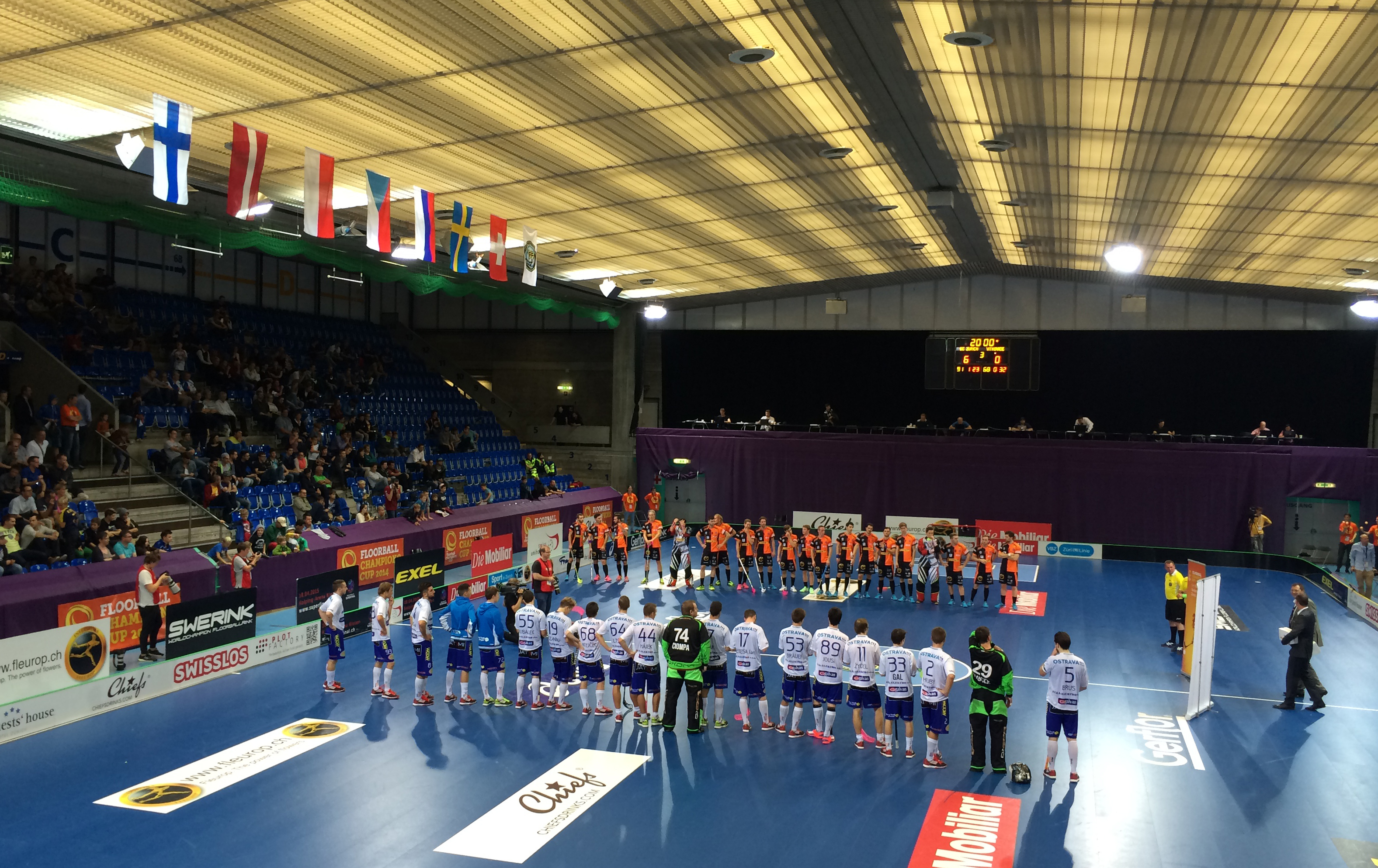
Mužský tým (v popředí) na Poháru mistrů 2014

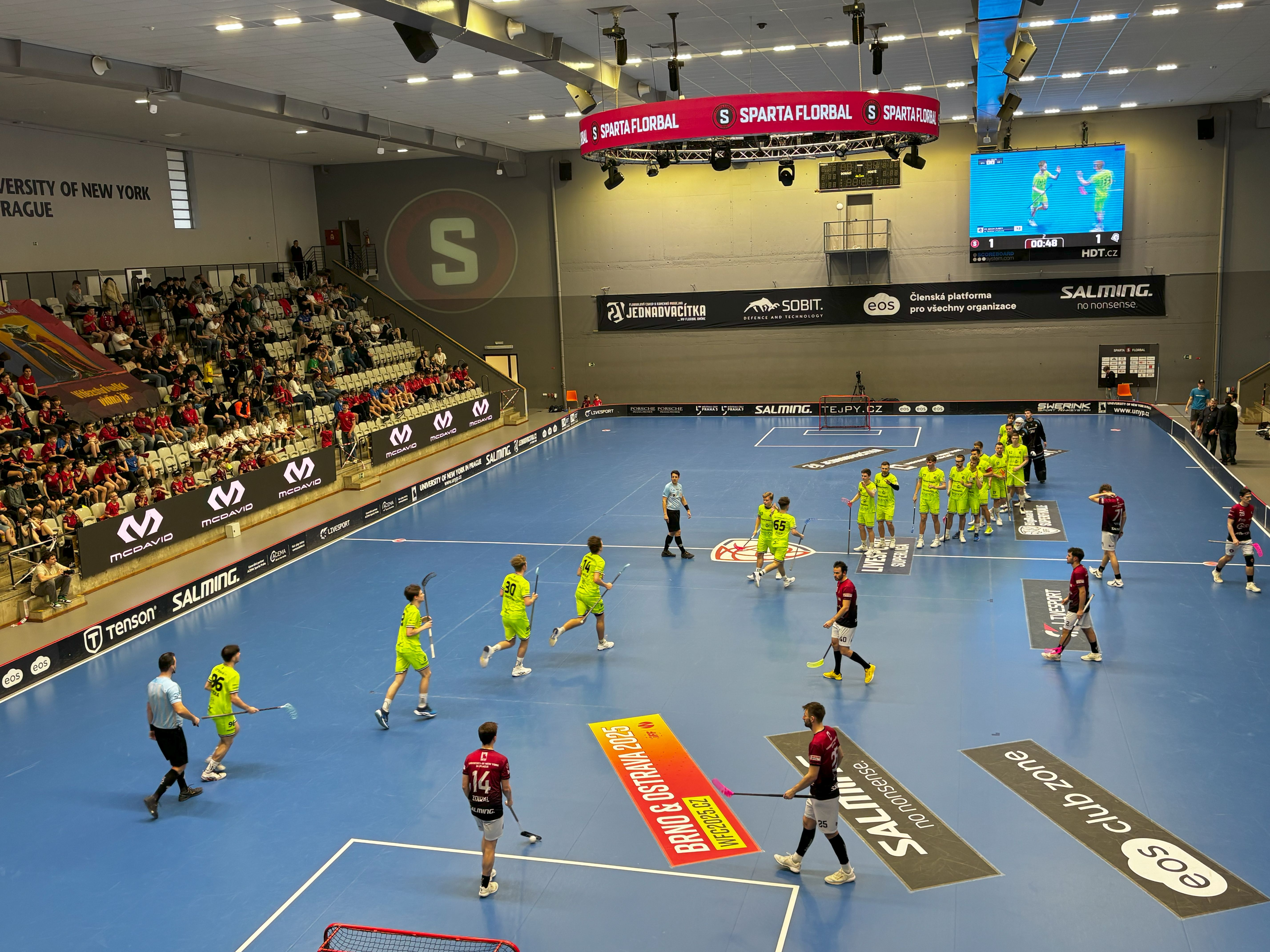
Mužský tým (v zeleném) slavící gól ve čtvrtfinále sezóny 2024/2025

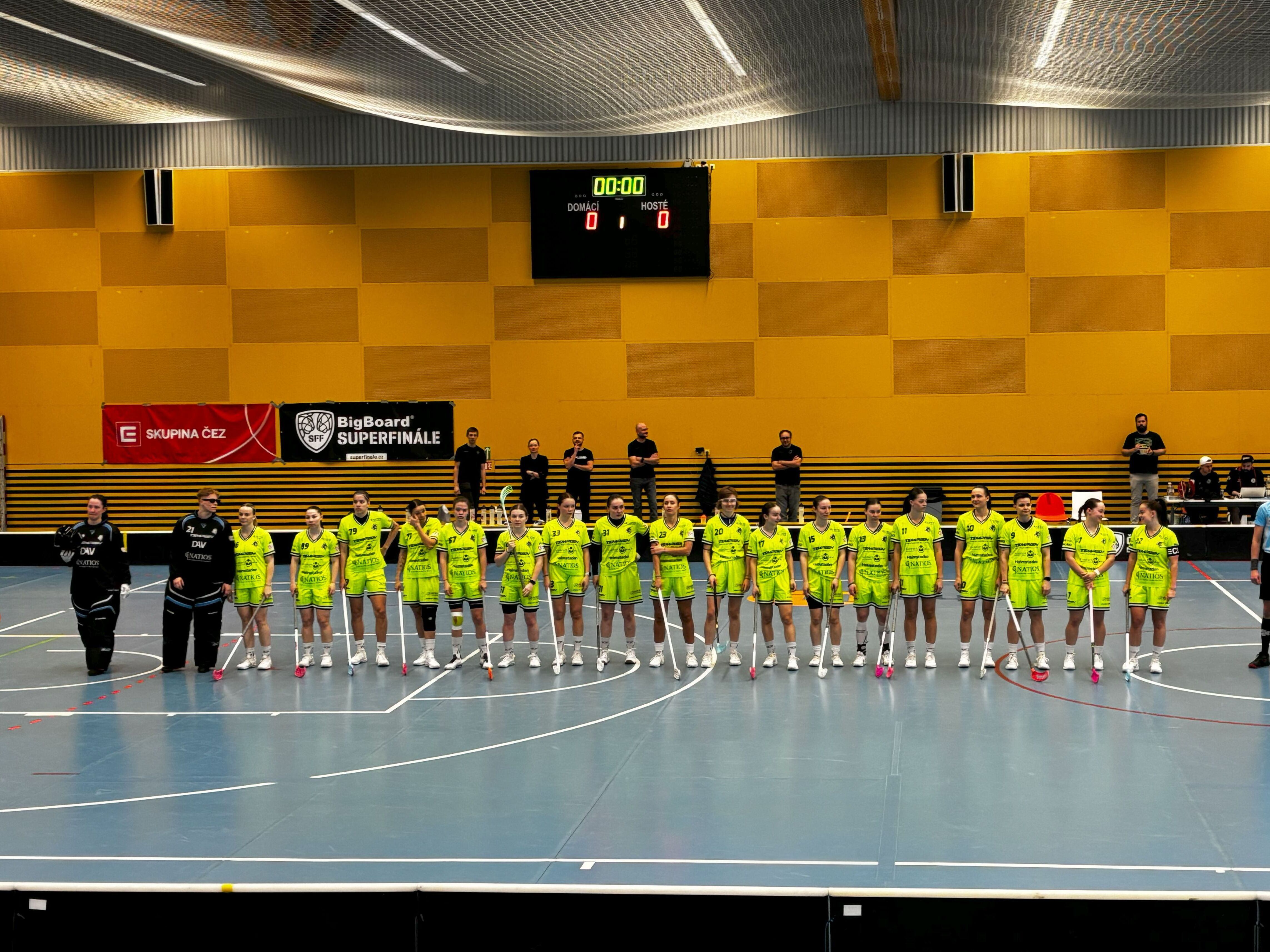
Ženský tým v sezóně 2024/2025

| Sezóna    | Úroveň | Soutěž              | Umístění | Poznámka                                                                                       |
| --------- | ------ | ------------------- | -------- | ---------------------------------------------------------------------------------------------- |
| 1993/1994 | 1      | 1. liga             | 3.       | Hrála se jen základní část                                                                     |
| 1994/1995 | 1      | 1. liga             | 3.       | Hrála se jen základní část                                                                     |
| 1995/1996 | 1      | 1. liga             | 1.       | Hrála se jen základní část                                                                     |
| 1996/1997 | 1      | 1. liga             | 1.       | Mistr po vítězství ve finále play-off proti TJ Tatran Střešovice                               |
| 1997/1998 | 1      | 1. liga             | 2.       | Vicemistr po prohře ve finále play-off proti Tatran Střešovice                                 |
| 1998/1999 | 1      | 1. liga             | 3.       | Výhra v zápase o 3. místo proti Torpedo Havířov                                                |
| 1999/2000 | 1      | 1. liga             | 1.       | Mistr po vítězství ve finále play-off proti Tatran Střešovice                                  |
| 2000/2001 | 1      | 1. liga             | 3.       | Výhra v zápase o 3. místo proti Torpedo Pegres Havířov                                         |
| 2001/2002 | 1      | 1. liga             | 4.       | Prohra v zápase o 3. místo proti FBC Pepino Ostrava                                            |
| 2002/2003 | 1      | 1. liga             | 3.       | Výhra v zápase o 3. místo proti Torpedo Pegres Havířov                                         |
| 2003/2004 | 1      | 1. liga             | 4.       | Prohra v zápase o 3. místo proti SSK Future by Reebok                                          |
| 2004/2005 | 1      | 1. liga             | 3.       | Výhra v zápase o 3. místo proti Bulldogs Brno                                                  |
| 2005/2006 | 1      | Fortuna extraliga   | 5.       | Vypadnutí ve čtvrtfinále play-off proti Kappa team SSK Future                                  |
| 2006/2007 | 1      | Fortuna extraliga   | 5.       | Vypadnutí ve čtvrtfinále play-off proti Torpedo Pegres Havířov                                 |
| 2007/2008 | 1      | Fortuna extraliga   | 2.       | Vicemistr po prohře ve finále play-off proti Tatran Střešovice                                 |
| 2008/2009 | 1      | Fortuna extraliga   | 1.       | Mistr po vítězství ve finále play-off proti Tatran Střešovice                                  |
| 2009/2010 | 1      | Fortuna extraliga   | 2.       | Vicemistr po prohře ve finále play-off proti Tatran Střešovice                                 |
| 2010/2011 | 1      | Fortuna extraliga   | 3.       | Vypadnutí v semifinále play-off proti FBC Remedicum Ostrava                                    |
| 2011/2012 | 1      | Fortuna extraliga   | 2.       | Vicemistr po prohře ve finále play-off proti Tatran Omlux Střešovice                           |
| 2012/2013 | 1      | AutoCont extraliga  | 1.       | Mistr po vítězství ve finále play-off proti TJ JM Pedro Perez Chodov                           |
| 2013/2014 | 1      | AutoCont extraliga  | 1.       | Mistr po vítězství ve finále play-off proti Tatran Omlux Střešovice                            |
| 2014/2015 | 1      | AutoCont extraliga  | 3.       | Vypadnutí v semifinále play-off proti Tatran Omlux Střešovice                                  |
| 2015/2016 | 1      | Tipsport Superliga  | 2.       | Vicemistr po prohře ve finále play-off proti FAT PIPE Florbal Chodov                           |
| 2016/2017 | 1      | Tipsport Superliga  | 4.       | Vypadnutí v semifinále play-off proti FAT PIPE Florbal Chodov                                  |
| 2017/2018 | 1      | Tipsport Superliga  | 2.       | Vicemistr po prohře ve finále play-off proti Technology Florbal MB                             |
| 2018/2019 | 1      | Tipsport Superliga  | 1.       | Mistr po vítězství ve finále play-off proti Technology Florbal MB                              |
| 2019/2020 | 1      | Superliga florbalu  | 2.       | Sezóna ukončena za stavu 1:1 na zápasy ve čtvrtfinále play-off proti Hu-Fa Panthers Otrokovice |
| 2020/2021 | 1      | Livesport Superliga | 2.       | Vicemistr po prohře ve finále play-off proti Předvýběr.CZ Florbal MB                           |
| 2021/2022 | 1      | Livesport Superliga | 3.       | Vypadnutí v semifinále play-off proti Tatran Střešovice                                        |
| 2022/2023 | 1      | Livesport Superliga | 2.       | Vicemistr po prohře ve finále play-off proti Tatran Střešovice                                 |
| 2023/2024 | 1      | Livesport Superliga | 3.       | Vypadnutí v semifinále play-off proti Předvýběr.CZ Florbal MB                                  |
| 2024/2025 | 1      | Livesport Superliga | 5.       | Vypadnutí ve čtvrtfinále play-off proti ACEMA Sparta Praha                                     |

### Známí bývalí hráči
- Jiří Besta (2016–2023)
- Pavel Brus (2003–2006, 2007–2010, 2013–2015)
- Adam Delong (2014–2023)
- Daniel Folta (1993–1997, 1999–2004, 2008–2009)
- Jan Jelínek (2005–2012, 2013–2014)
- Tomáš Martiník (1994–2003)
- Michal Rohel (1995–2005)
- Josef Rýpar (2015–2020)
- Tomáš Sladký (2002–2007, 2008–2009, 2012–2013, 2017–2021)
- Lukáš Souček (2011–2023)
- Patrik Suchánek (2009–2013)
- Martin Tokoš (2007–2013, 2017–2018)
- Milan Tomašík (2003–2011)

### Známí trenéři
- Radomír Mrázek (2003–2013)
- Pavel Brus (2016–2022)
- Daniel Folta (2023–2024)
- Pavel Brus (2025)

## Ženský tým

### Sezóny
| Sezóna    | Úroveň | Soutěž        | Umístění | Poznámka                                                                                   |
| --------- | ------ | ------------- | -------- | ------------------------------------------------------------------------------------------ |
| 1994/1995 | 1      | 1. liga       | 2.       | Hrála se jen základní část                                                                 |
| 1995/1996 | 1      | 1. liga       | 3.       | Hrála se jen základní část                                                                 |
| 1996/1997 | 1      | 1. liga       | 2.       | Hrála se jen základní část                                                                 |
| 1997/1998 | 1      | 1. liga       | 4.       | Hrála se jen základní část                                                                 |
| 1998/1999 | 1      | 1. liga       | 2.       | Vicemistr po prohře ve finále play-off proti Tatran Střešovice                             |
| 1999/2000 | 1      | 1. liga       | 1.       | Mistr po vítězství ve finále play-off proti 1. HFK Děkanka Inservis                        |
| 2000/2001 | 1      | 1. liga       | 3.       | Výhra v zápase o 3. místo proti Tatran Střešovice                                          |
| 2001/2002 | 1      | 1. liga       | 4.       | Prohra v zápase o 3. místo proti 1. HFK Děkanka Inservis                                   |
| 2002/2003 | 1      | 1. liga       | 4.       | Prohra v zápase o 3. místo proti Tatran Střešovice                                         |
| 2003/2004 | 1      | 1. liga       | 3.       | Výhra v zápase o 3. místo proti HFK Děkanka                                                |
| 2004/2005 | 1      | 1. liga       | 4.       | Prohra v zápase o 3. místo proti FbŠ Praha                                                 |
| 2005/2006 | 1      | 1. liga       | 6.       | Vypadnutí ve čtvrtfinále play-off proti EVVA FbŠ Bohemians                                 |
| 2006/2007 | 1      | Extraliga     | 5.       | Udržení v lize                                                                             |
| 2007/2008 | 1      | Extraliga     | 6.       | Výhra v 1. kole play-down proti Bulldogs Brno                                              |
| 2008/2009 | 1      | Extraliga     | 5.       | Udržení v lize                                                                             |
| 2009/2010 | 1      | Extraliga     | 3.       | Vypadnutí v semifinále play-off proti FBŠ Bohemians                                        |
| 2010/2011 | 1      | Extraliga     | 3.       | Vypadnutí v semifinále play-off proti FbŠ ROPRO Bohemians                                  |
| 2011/2012 | 1      | Extraliga     | 3.       | Vypadnutí v semifinále play-off proti FbŠ ROPRO Bohemians                                  |
| 2012/2013 | 1      | Extraliga     | 2.       | Vicemistr po prohře ve finále play-off proti Herbadent SJM Praha 11                        |
| 2013/2014 | 1      | Extraliga     | 1.       | Mistr po vítězství ve finále play-off proti Herbadent SJM Praha 11                         |
| 2014/2015 | 1      | Extraliga     | 3.       | Vypadnutí v semifinále play-off proti TJ JM FAT PIPE Chodov                                |
| 2015/2016 | 1      | Extraliga     | 1.       | Mistr po vítězství ve finále play-off proti FAT PIPE Florbal Chodov                        |
| 2016/2017 | 1      | Extraliga     | 2.       | Vicemistr po prohře ve finále play-off proti TIGERS FK Jižní Město                         |
| 2017/2018 | 1      | Extraliga     | 1.       | Mistr po vítězství ve finále play-off proti FAT PIPE Florbal Chodov                        |
| 2018/2019 | 1      | Extraliga     | 1.       | Mistr po vítězství ve finále play-off proti FAT PIPE Florbal Chodov                        |
| 2019/2020 | 1      | Extraliga     | 1.       | Sezóna ukončena po dvou vyhraných zápasech ve čtvrtfinále play-off proti Tatran Střešovice |
| 2020/2021 | 1      | Extraliga     | 1.       | Mistr po vítězství ve finále play-off proti FAT PIPE Florbal Chodov                        |
| 2021/2022 | 1      | Extraliga     | 3.       | Vypadnutí v semifinále play-off proti FBC ČPP Bystroň Group Ostrava                        |
| 2022/2023 | 1      | Extraliga     | 1.       | Mistr po vítězství ve finále play-off proti FBC ČPP Bystroň Group Ostrava                  |
| 2023/2024 | 1      | ČEZ Extraliga | 1.       | Mistr po vítězství ve finále play-off proti FAT PIPE Florbal Chodov                        |
| 2024/2025 | 1      | ČEZ Extraliga | 1.       | Mistr po vítězství ve finále play-off proti Tatran Střešovice                              |

### Známé současné hráčky

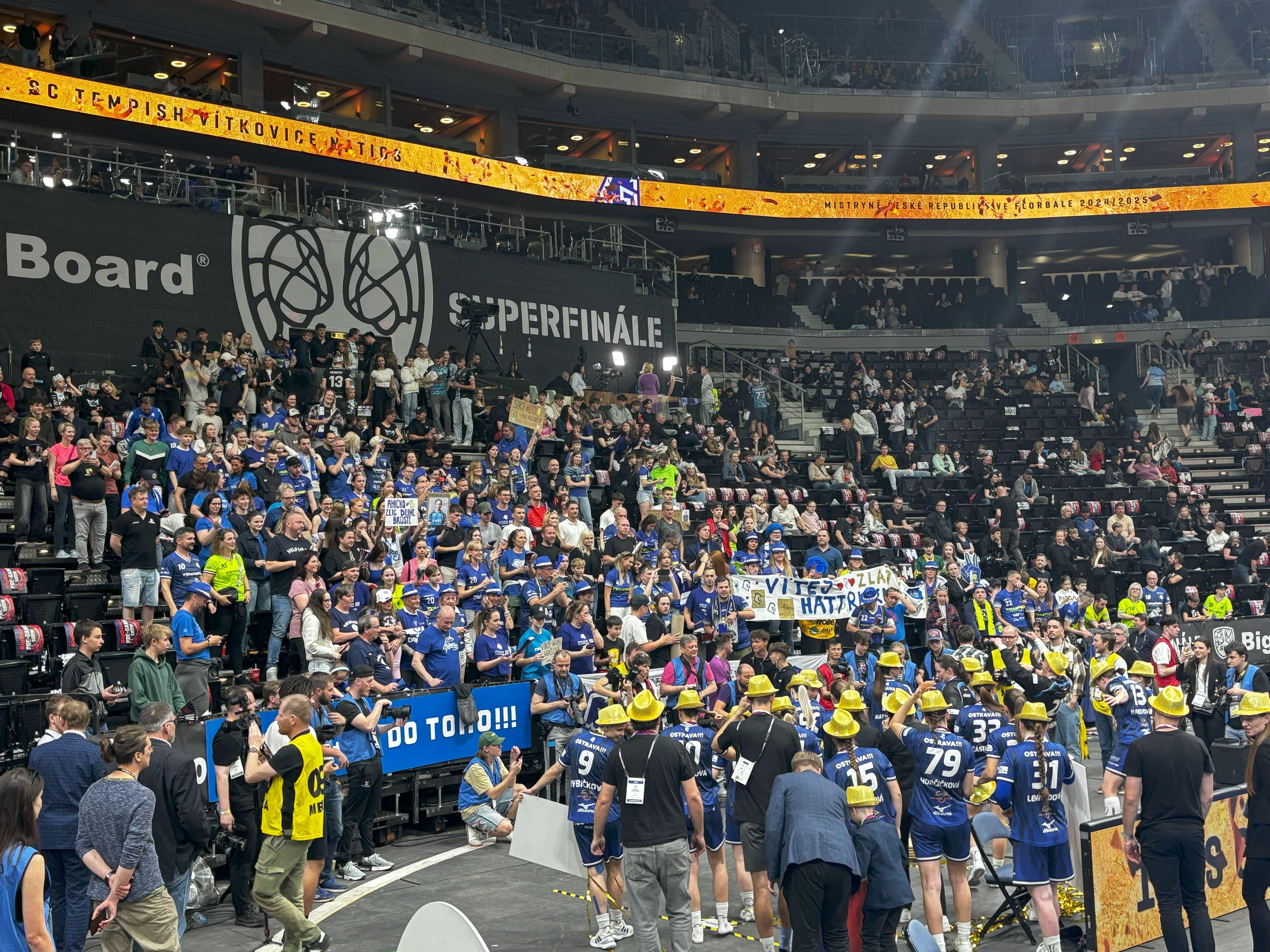
Ženský tým slaví titul v sezóně 2024/2025 před svými fanoušky

- Vendula Beránková (2024–)
- Vendula Maroszová (2020–)

### Známé bývalé hráčky
- Denisa Ferenčíková  (2010–2018, 2019–2023)
- Romana Kiecková (Žurková) (2015–2018)
- Klára Kociánová (2009–2018)
- Hana Koníčková (2017–2018)
- Michaela Kubečková (2019–2020, 2021–2024)
- Lenka Kubíčková (2007–2011, 2012–2016, 2016–2018, 2020–2021)
- Zuzana Macurová (2003–2012)
- Petra Mandátová (2011–2017)
- Natálie Martináková (2015–2018)
- Kamila Paloncyová (2012–2020)
- Denisa Ratajová (2012–2015)
- Hana Sládečková (2009–2015)
- Ivana Šupáková (2012–2019)
- Veronika Třinecká (Enenkelová) (2010–2016, 2017–2021)

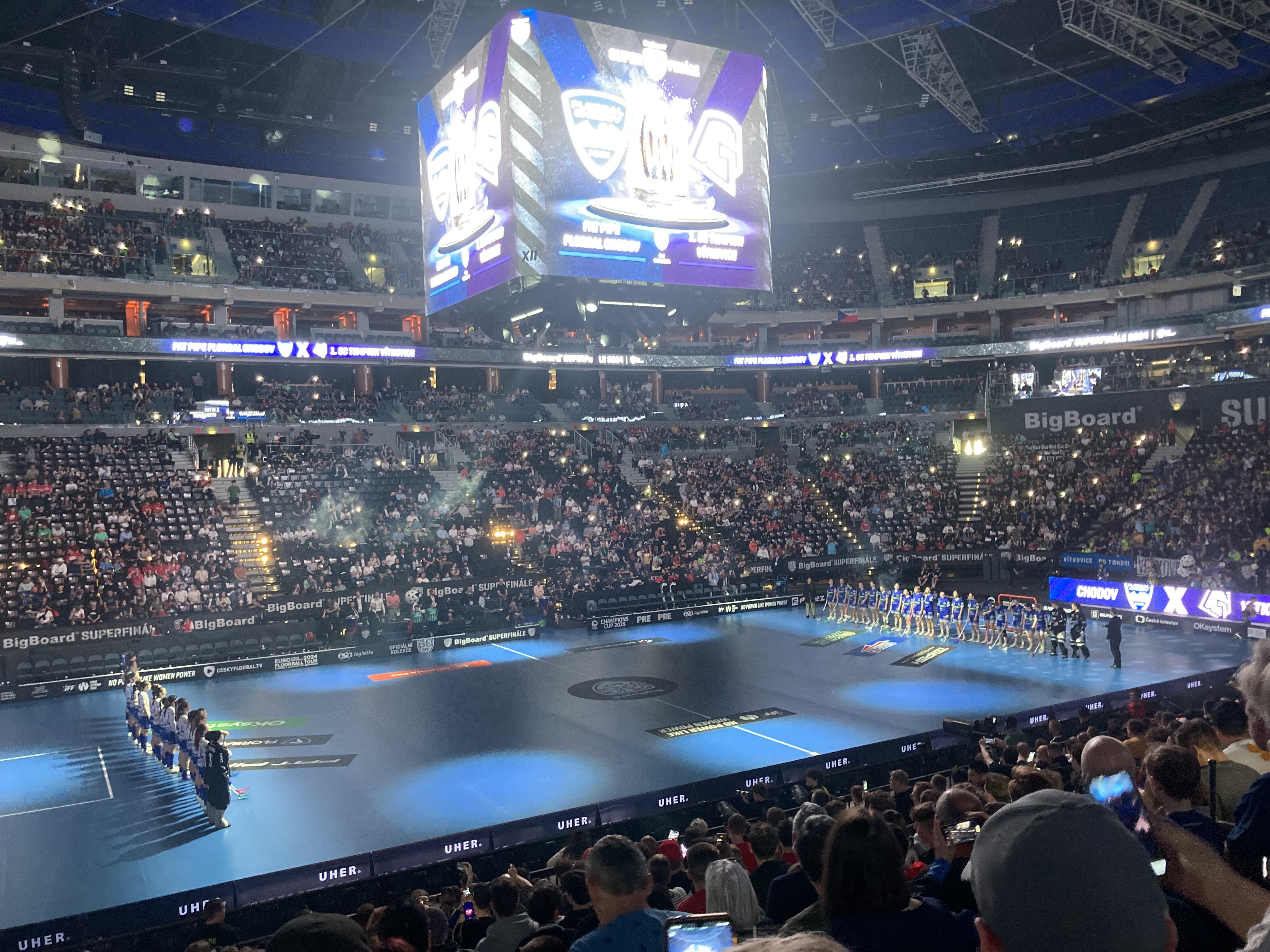
Ženský tým (vpravo) před finále 2023/2024

- Tereza Urbánková (2006–2010)

### Známí trenéři
- Daniel Folta (kolem 2010)
- Tomáš Martiník (?, 2009–2014, 2018–2022)

### Soupiska

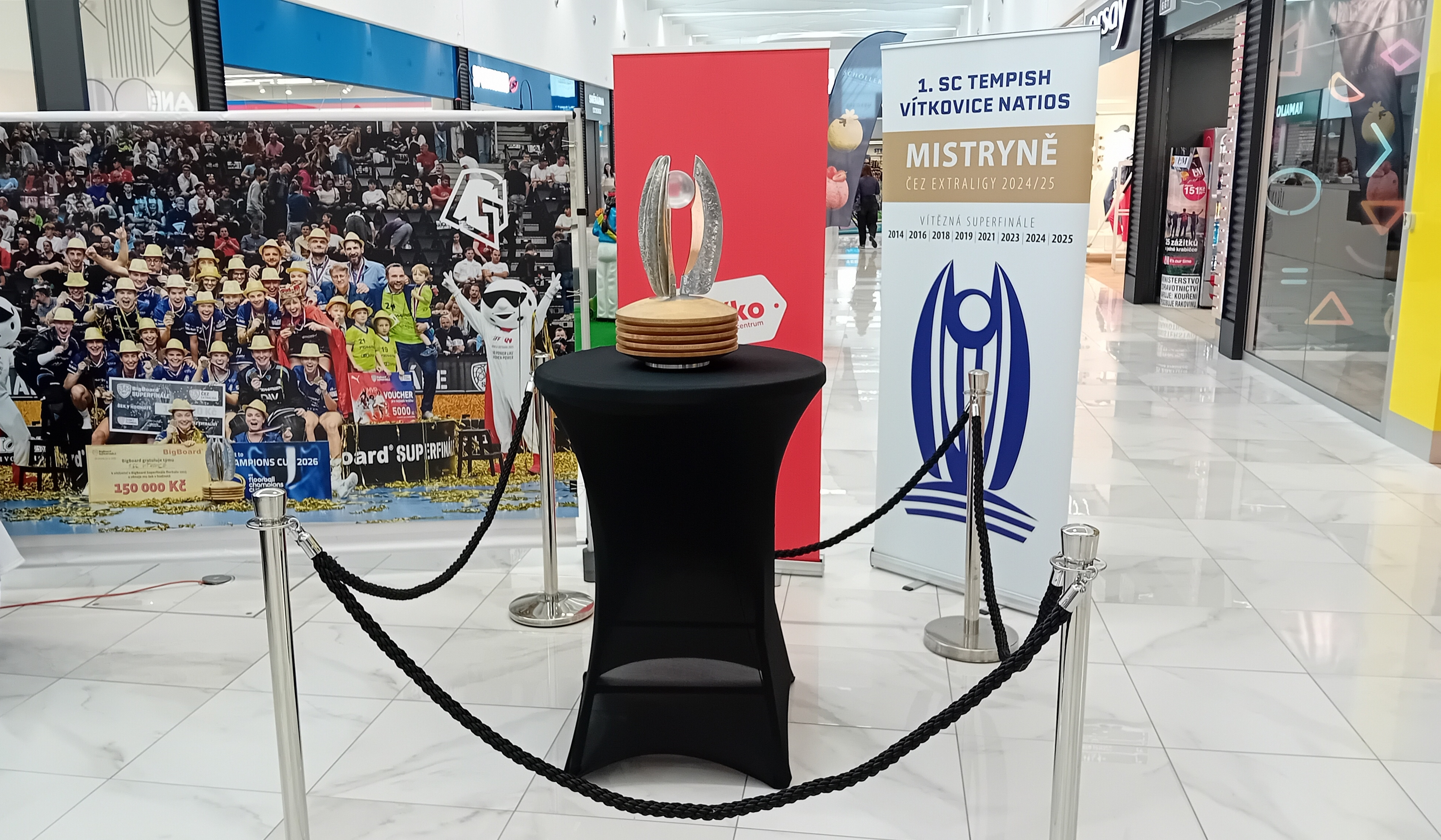
Mistrovský pohár ze sezóny 2024/2025

| #  | Pozice | Hráč               |
| -- | ------ | ------------------ |
| 21 | B      | Viktorie Karasová  |
| 37 | B      | Nikola Příleská    |
| 10 | O      | Vendula Beránková  |
| 11 | O      | Tereza Matýsková   |
| 17 | O      | Tereza Smetanová   |
| 18 | O      | Jenna Kangas       |
| 31 | O      | Markéta Lenfeldová |
| 67 | O      | Eliška Willmannová |
| 96 | O      | Nela Kubalčíková   |

| #  | Pozice | Hráč               |
| -- | ------ | ------------------ |
| 7  | Ú      | Vendula Maroszová  |
| 9  | Ú      | Veronika Rybičková |
| 13 | Ú      | Jessica Kabelková  |
| 15 | Ú      | Anna Klvačová      |
| 22 | Ú      | Sára Seevaldová    |
| 61 | Ú      | Daria Drzymala     |
| 71 | Ú      | Malwina Zagórská   |
| 77 | Ú      | Niki Kalábová      |
| 79 | Ú      | Klára Horčičková   |
| 89 | Ú      | Blanka Gajdošová   |
| 99 | Ú      | Natali Kalábová    |